# Lukas Foerster
Lukas Foerster (* 1981 in Freiburg im Breisgau) ist ein deutscher Filmkritiker und Medienwissenschaftler.

## Leben
Lukas Foerster wurde 1981 in Freiburg im Breisgau geboren. Er studierte Filmwissenschaft und Japanologie an der Freien Universität Berlin. Seit 2005 schreibt Foerster als freier Autor über Kino, so für den Filmdienst, die taz, critic.de, Perlentaucher, das Filmbulletin und die Filmzeitschrift Cargo.
Neben seiner Tätigkeit als Filmkritiker arbeitet Foerster auch als freier Medienwissenschaftler. Seine Dissertationsschrift Sitkommunikation. Zur televisuellen und semantischen Struktur der Multikamerasitcom wurde 2021 bei kadmos veröffentlicht.
Im Jahr 2013 war Foerster Jurymitglied des 37. Hong Kong International Film Festival. Er ist Mitglied im Verband der deutschen Filmkritik.

## Auszeichnungen
Siegfried-Kracauer-Preis
- 2021: Nominierung für den Preis für die beste Filmkritik zum Film Orphea[7]

## Werke
- Lukas Foerster, Nikolaus Perneczky, Fabian Tietke und Cecilia Valenti (Hrsg.): Spuren eines Dritten Kinos. Zu Ästhetik, Politik und Ökonomie des World Cinema. Transcript, 2013.
- Lukas Foerster und Nikolaus Perneczky (Hrsg.): The Real Eighties. Amerikanisches Kino der Achtzigerjahre: ein Lexikon. 2018.